# Orto

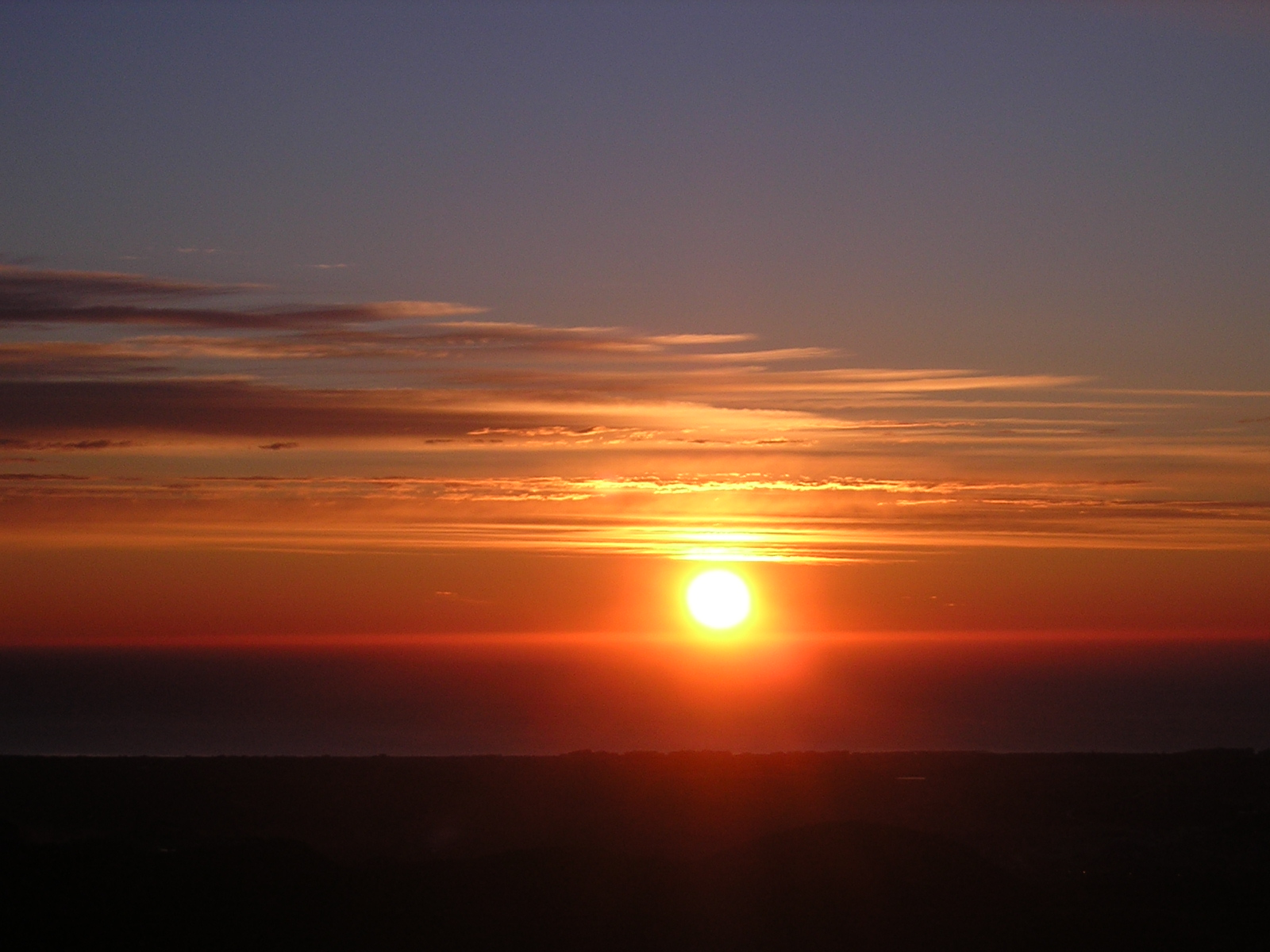
Amanecer desde el mirador del Garbí en Valencia (España).

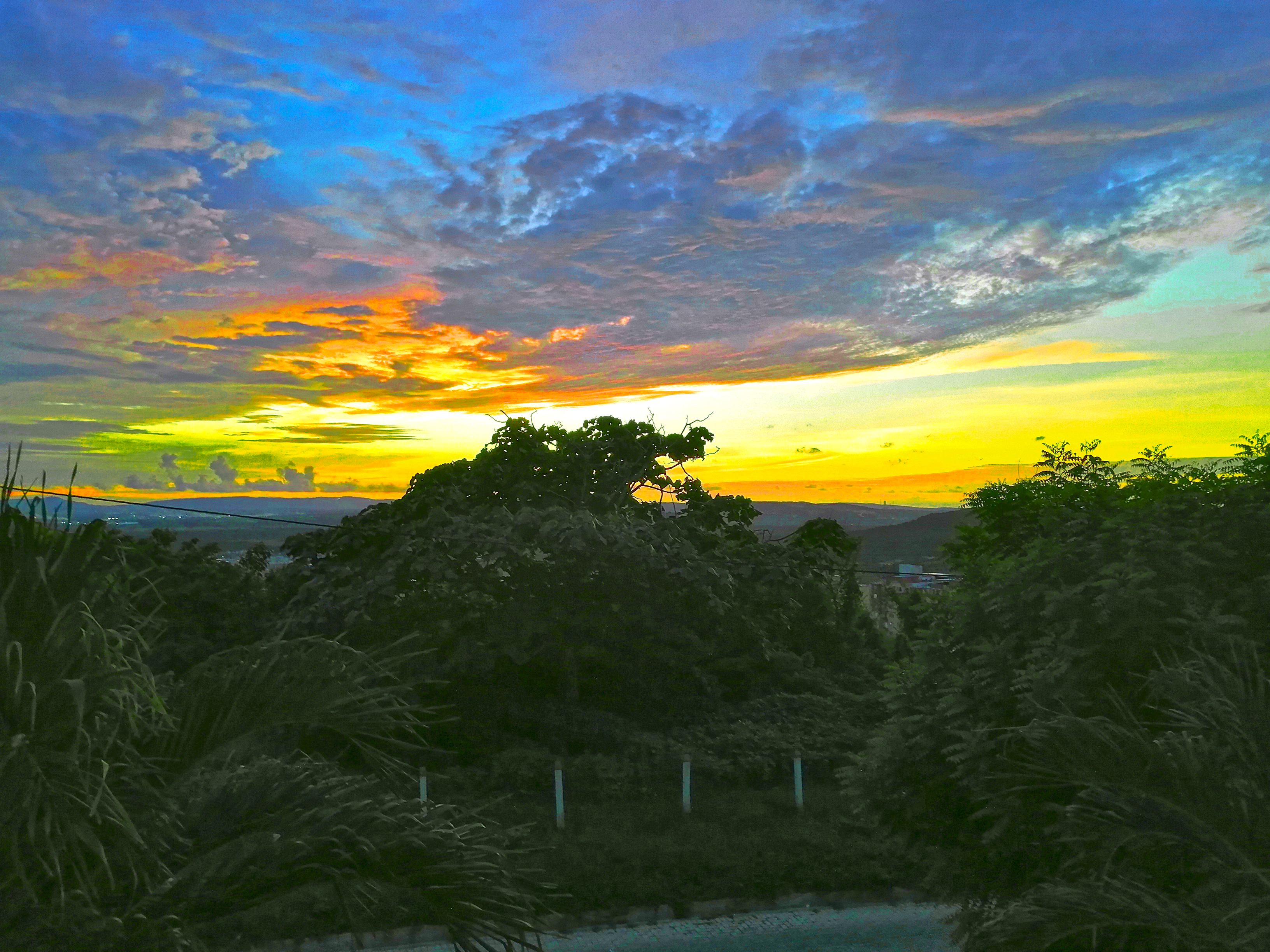
Amanecer en Barranquilla, (Colombia).

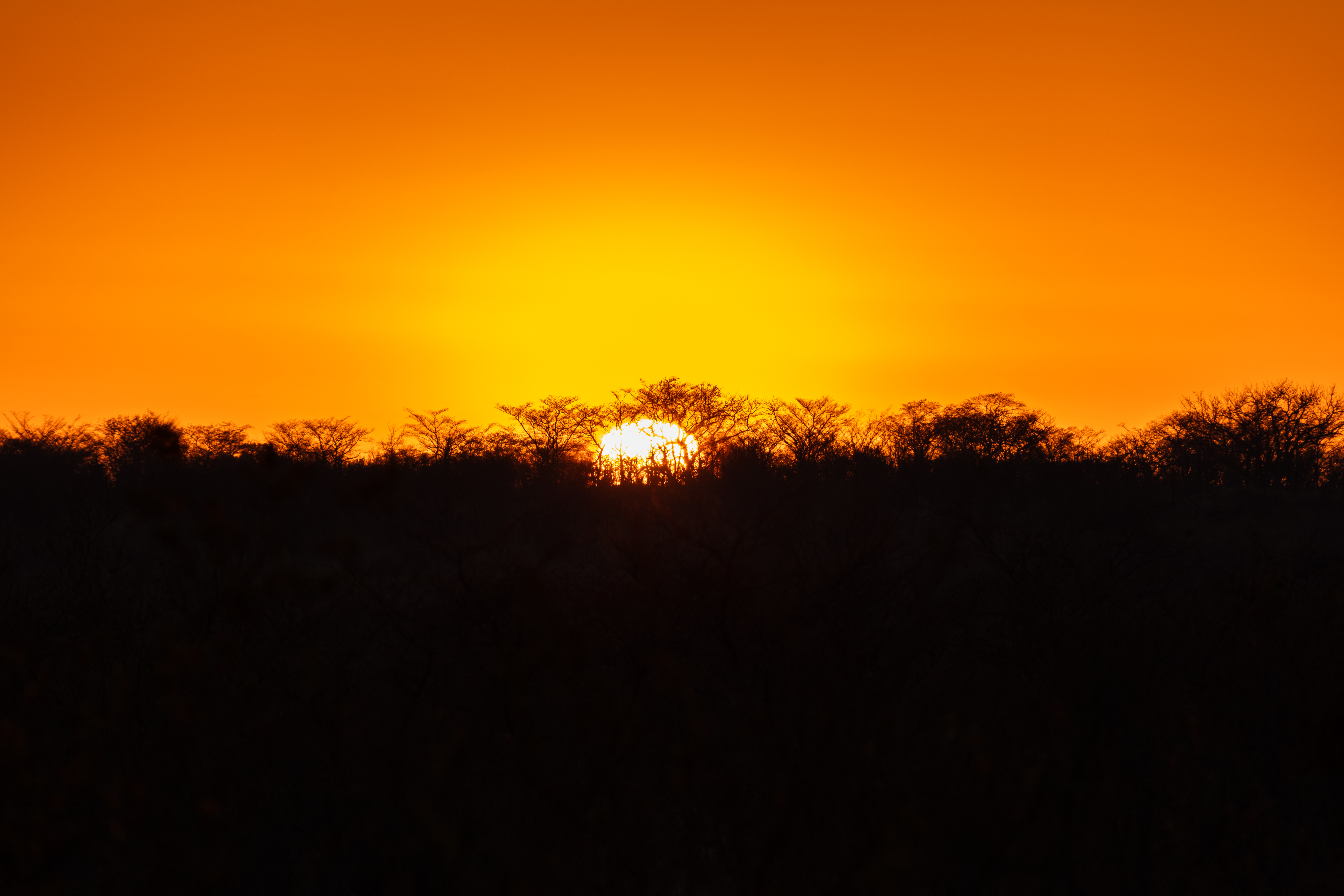
Orto en el parque nacional Kruger, (Sudáfrica).

Respecto a un observador, un astro está en el orto cuando atraviesa el plano del horizonte y entra en el campo visual del observador —cuando «amanece»—. Es decir, cuando su altura astronómica es cero, pasando de negativa a positiva. Si el disco del astro es apreciable —casos del sol y de la luna— el orto se produce cuando su limbo superior toca el horizonte. En el caso del Sol esto sucede en el amanecer, estando su centro a 90°50′ del cenit: a los 16′ del radio solar, hay que añadirle 34′ debido a la refracción atmosférica, resultando esos 50′ más. Cuando se "ve" el limbo solar rasante con el horizonte, realmente, según se ha demostrado muchas veces, aún se encuentra 34' por debajo de él.
Un caso particular de orto es el orto helíaco. El de Sirius en particular tuvo una especial significación por su relación con el establecimiento del primer calendario solar, el calendario egipcio, del cual somos herederos. Las estrellas circumpolares no tienen orto ni ocaso.
En el lenguaje común, al orto se le denomina amanecer, alba o aurora. En ocasiones se diferencia la aurora, que sería el primer resplandor del cielo, del amanecer, que correspondería a la salida del sol.

## Origen del término
El término viene del latín ortus que significa "nacimiento". Esta palabra se relaciona con el verbo orior (levantarse, nacer), de donde viene la palabra "oriente", y con la palabra latina origo (origen). "Orto" y "salida" son sinónimos. El antónimo de orto es ocaso.

## Variaciones según la época del año
Con el transcurso del año el Sol va cambiando el lugar por donde sale y el lugar por donde se pone. En primavera y verano para el hemisferio norte sale entre el este y el norte (declinación positiva); en otoño e invierno sale entre el este y el sur (declinación negativa). Simultáneamente, en el hemisferio sur se da el fenómeno inverso: en otoño e invierno sale entre el este y el norte, mientras que en primavera y verano sale entre el este y el sur.
Medido desde el mediodía, el orto se caracteriza por un ángulo horario -Φ, donde:
{\displaystyle \cos {\phi }=-\tan {\lambda }\tan {\delta }\,}
siendo λ la latitud del lugar y δ la declinación solar. El ocaso ocurre a un ángulo horario Φ.

## Ilusiones ópticas y otros fenómenos

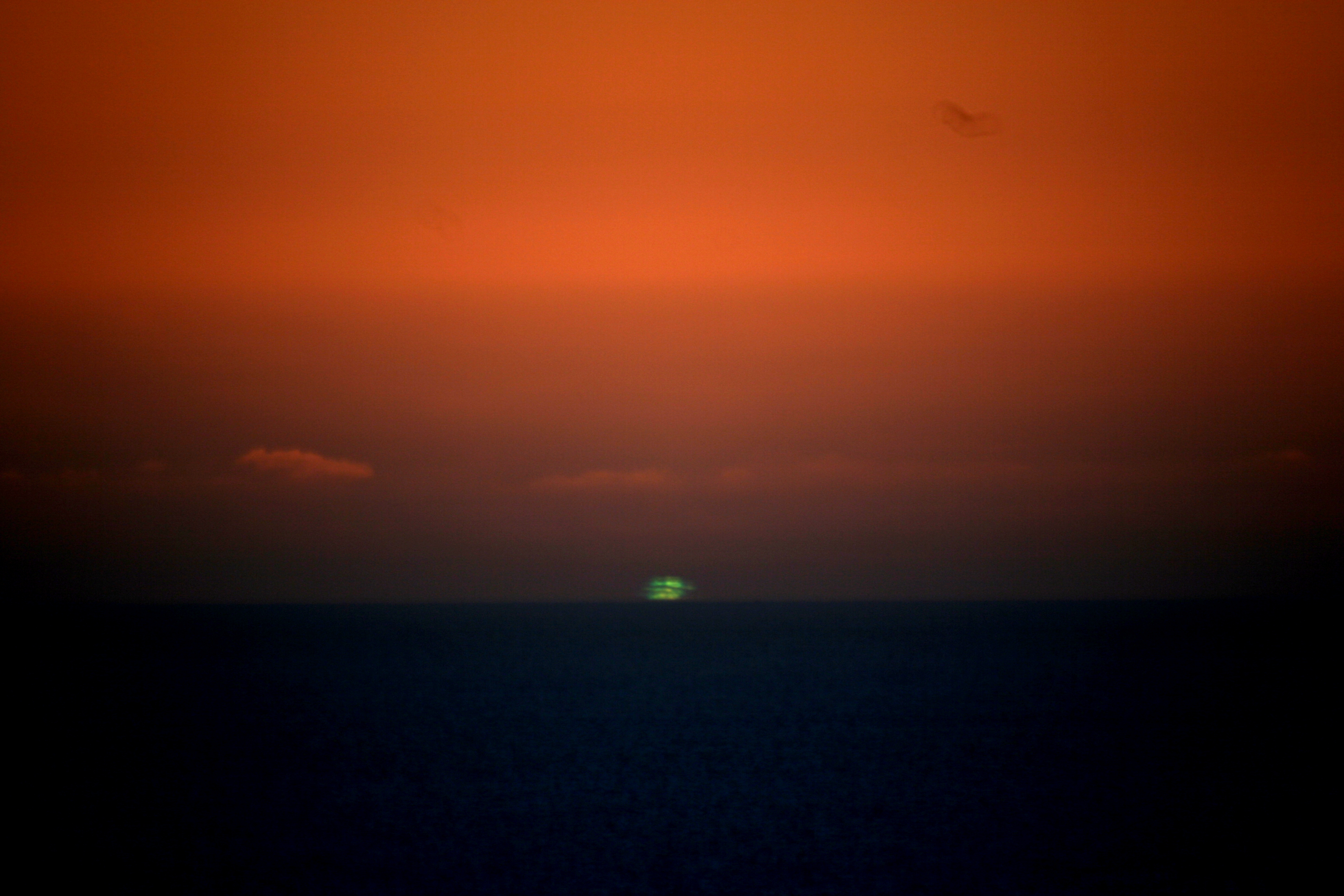
Imagen de un destello verde inusualmente grande ocurrido en la costa oeste de Norteamérica.

- La refracción de la luz provocada por la atmósfera terrestre motiva que se vea luz cuando el Sol aún está bajo la línea del horizonte: aurora, alba o crepúsculo matutino. De manera similar, la refracción atmosférica alarga la duración del día.
- El Sol aparenta movimiento al salir sobre el horizonte y dar la vuelta a la Tierra hasta desaparecer en el ocaso, cuando la realidad es que el Sol permanece en movimiento en la Vía Láctea y es la Tierra, aunque también se mueve, la que a la vez rota sobre su propio eje, provocando en el espectador (que rota junto con la Tierra) el aparente "movimiento solar".

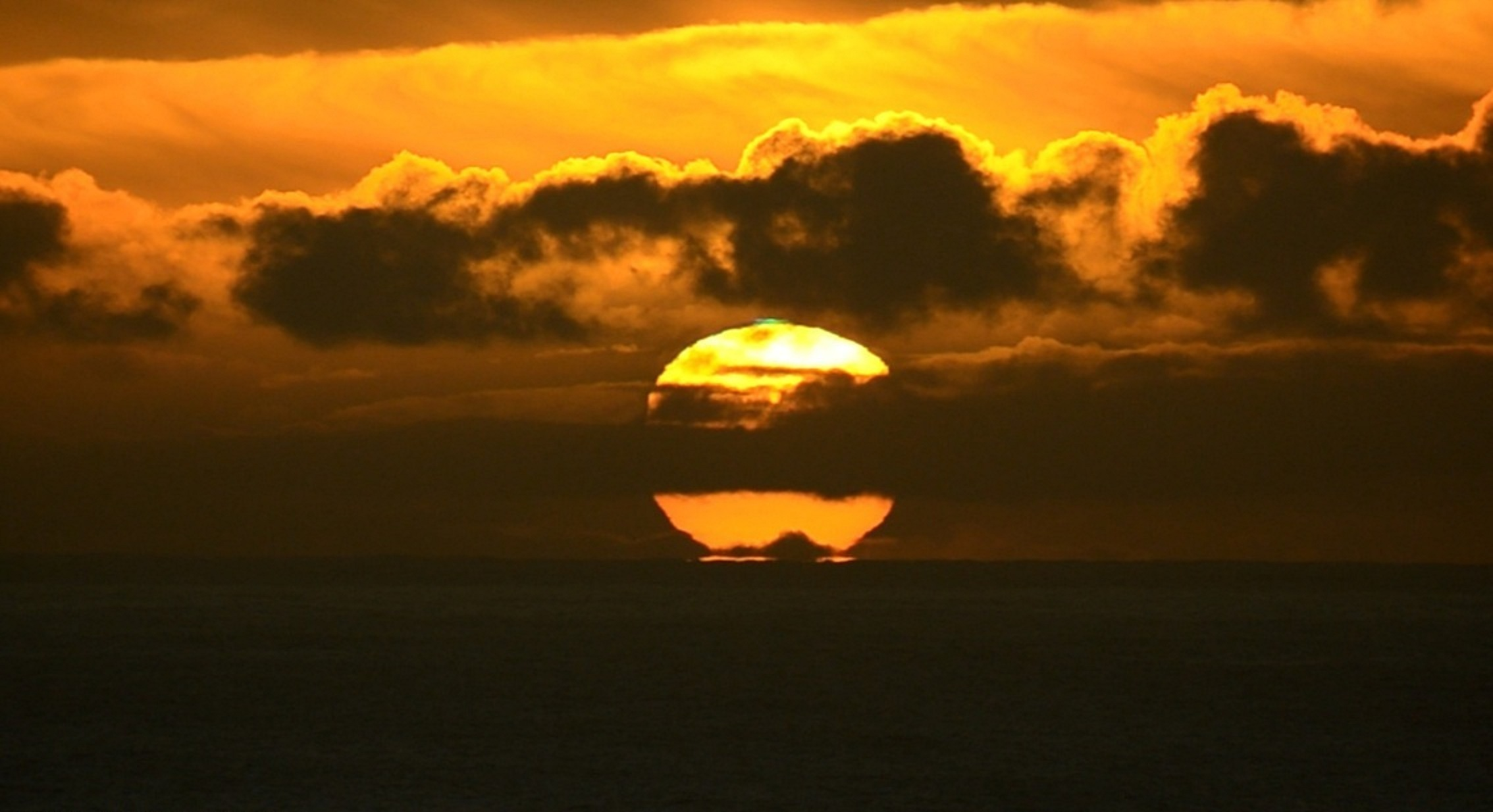
Un amanecer desde Mar del Plata, Argentina, junto a un destello verde.

- Un amanecer desde Mar del Plata, Argentina, junto a un destello verde. Algunas veces, justo antes del amanecer o después de la puesta del Sol, se puede ver por uno o dos segundos un punto o rayo de luz verde en el horizonte, fenómeno conocido como destello verde. Esto se debe a la refracción de la luz provocada por la atmósfera terrestre, que hace que la luz de alta frecuencia proveniente del Sol (verde/azul) sea más visible que la de baja frecuencia (rojo/anaranjado).

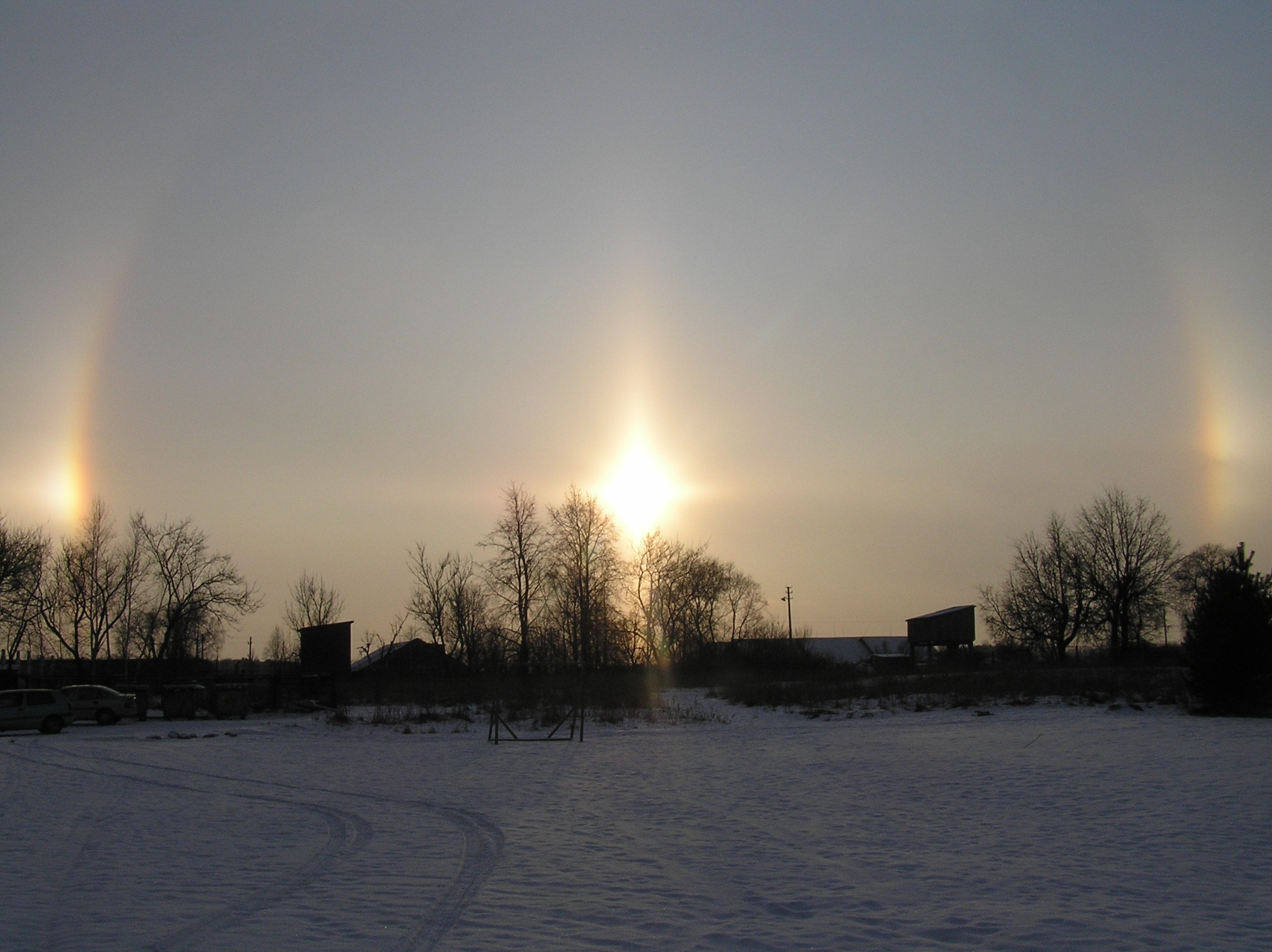
En esta imagen del norte de Europa, se pueden ver los efectos de parhelio y halo a la vez.

- A veces ocurren amaneceres o puestas de Sol falsos, un efecto óptico conocido como parhelio, en que se puede ver el Sol en el cielo después del ocaso, o antes de que amanezca. La razón se debe a cristales de hielo presentes en la atmósfera, que reflejan la luz proveniente del Sol, creando una imagen muy similar en tamaño y colores al Sol de "verdad". Este efecto puede ser visible en todo el mundo en cualquier época del año, aunque es más brillante y obvio cerca de los polos. El parhelio también ocurre con el Sol a la vista, creando la ilusión de que hay dos o hasta tres soles en el cielo, normalmente uno a cada lado del Sol real. El parhelio suele aparecer acompañado del halo, otro efecto óptico generado por los cristales de hielo atmosféricos, que crean un círculo de luz alrededor del Sol.

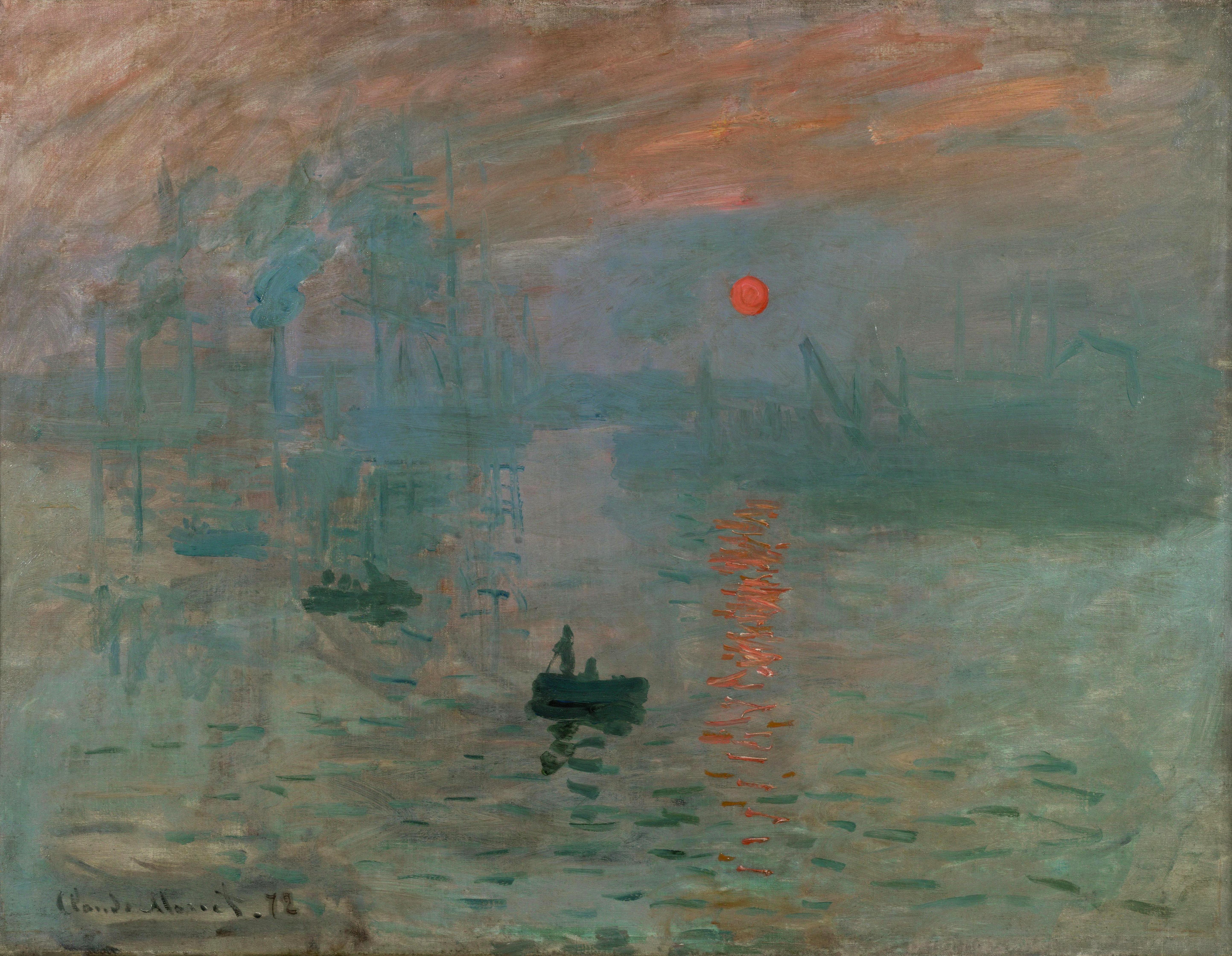
Impresión, sol naciente, Claude Monet, 1872.

## Obras de arte
Muchas obras de arte representaron la salida del sol, orto, entre los más conocidos en la historia del arte europeo de las pinturas Impresión, sol naciente de Claude Monet y Sol naciente de Carlo Bazzi.